# سیامک عزمی
سیامک عزمی (زادهٔ ۱۳۵۱ در کرمانشاه) نقاش و نگارگر ایرانی است که به دلیل رویکرد دوگانه در آثار خود شناخته می‌شود. عزمی در آثارش به نقد دنیای مادی و بازنمایی مضامین قدسی می‌پردازد و این ترکیب او را به چهره‌ای برجسته در نقاشی معاصر ایران تبدیل کرده است.

## زندگی‌نامه
سیامک عزمی در سال ۱۳۵۱ در شهر کرمانشاه به دنیا آمد. او فعالیت هنری خود را از سال ۱۳۶۹ آغاز کرد و از سال ۱۳۷۱ به تدریس در شاخه‌های مختلف هنرهای تجسمی پرداخت. عزمی با استفاده از مفاهیم فلسفی و هنری، در خلق آثاری که میان دنیای مادی و قدسی پیوند ایجاد می‌کند، شناخته شده است.

## سبک هنری
سبک نقاشی‌های عزمی در دو بخش قابل دسته‌بندی است:  
- مادی و دنیوی: مجموعه‌هایی با رویکرد ماتریالیسم که نقد تجمل‌گرایی و سطحی‌نگری دنیای مدرن را نمایش می‌دهد. آثار او در این سبک شامل عروسک‌ها و شخصیت‌های مشهور مانند مریلین مونرو است.[۲]
- قدسی و مذهبی: نقاشی‌هایی که شامل شمایل انبیا، اولیاءالله و موضوعات معنوی مانند رویداد غدیر خم است.[۳]

## نمایشگاه‌ها
برخی از نمایشگاه‌های مهم سیامک عزمی عبارت‌اند از:  
- نمایشگاه انفرادی - هتل عباسی، اصفهان (۱۳۸۰)
- نمایشگاه گروهی - ترکمنستان (۱۳۸۴)
- اکسپو آرت چین (۱۳۸۵)
- نمایشگاه انفرادی - ونیز، ایتالیا (۱۳۸۸)
- نمایشگاه انفرادی - شهرک هنری کتارا، قطر (۱۳۹۶)
- شرکت در آرت فیر پارما، ایتالیا (۱۳۹۶)
- شرکت در آرت فیر آنکارا، ترکیه (۱۳۹۷)

## کتاب‌ها
- گزیده آثار نقاشی رنگ و روغن سیامک عزمی
- رستاخیز: یوم‌الحق (۱۳۹۱، به سه زبان فارسی، عربی و انگلیسی)

## آثار و تأثیرات
آثار سیامک عزمی در مجموعه‌های هنری معتبر داخلی و بین‌المللی از جمله در ایران، فرانسه، کانادا، قطر، چین و امارات نگهداری می‌شوند. او از نقاشان پرفروش حراج تهران و سایر حراج‌های معتبر هنری به شمار می‌رود.